# Hinikissia Albertine Ndikert
Hinikissia Albertine Ndikert (* 15. September 1992 in N’Djamena) ist eine ehemalige tschadische Leichtathletin, die sich auf den Sprint spezialisiert hat.

## Sportliche Laufbahn
Erste Erfahrungen bei internationalen Meisterschaften sammelte Hinikissia Albertine Ndikert im Jahr 2008, als sie dank einer Wildcard im 100-Meter-Lauf an den Olympischen Sommerspielen in Peking teilnahm und dort mit 12,55 s in der ersten Runde ausschied. Zudem war sie dort Fahnenträgerin des Tschads während der Eröffnungsveranstaltung der Spiele. Im Jahr darauf belegte sie bei den Spielen der Frankophonie in Beirut in 12,35 s den achten Platz über 100 Meter und verpasste im 200-Meter-Lauf mit 25,09 s den Finaleinzug. 2011 schied sie bei den Weltmeisterschaften in Daegu mit 24,81 s im Vorlauf über 200 Meter aus, ehe sie bei den Afrikaspielen in Maputo mit 12,45 s und 24,36 s jeweils in der ersten Runde über 100 und 200 Meter ausschied. Im Jahr darauf kam sie bei den Hallenweltmeisterschaften in Istanbul mit 8,13 s nicht über die Vorrunde im 60-Meter-Lauf hinaus und im Juni schied sie bei den Afrikameisterschaften in Porto-Novo mit 12,40 s und 25,15 s jeweils im Semifinale über 100 und 200 Meter aus. Daraufhin startete sie erneut dank einer Wildcard über 200 Meter bei den Olympischen Sommerspielen in London und schied dort mit 26,06 s in der ersten Runde aus. Zudem war sie Fahnenträgerin während der Abschlussveranstaltung der Spiele. 2013 belegte sie bei den Spielen der Frankophonie in Nizza in 12,32 s den achten Platz über 100 Meter und im Jahr darauf kam sie bei den Afrikameisterschaften in Marrakesch im Vorlauf über 100 Meter nicht ins Ziel, woraufhin sie ihre aktive sportliche Karriere im Alter von 22 Jahren beendete.

## Persönliche Bestzeiten
- 100 Meter: 11,84 s (0,0 m/s), 7. Februar 2009 in Niamey (tschadischer U20-Rekord)
  - 60 Meter (Halle): 8,13 s, 10. März 2012 in Istanbul
- 200 Meter: 24,71 s (+0,1 m/s), 12. Juni 2011 in Mondovì